# 29605 Joshuacolwell
29605 Joshuacolwell este o planetă minoră (asteroid), cu un diametru de 2,092 km, din centura de asteroizi. A fost descoperită pe 27 august 1998 la Stația Anderson Mesa de Lowell Observatory Near-Earth-Object Search și a fost numită după Joshua E. Colwell⁠(d). 
Obiectul prezintă o orbită caracterizată de o semiaxă mare de 2,2500151 UAi, o excentricitate de 0,12, o înclinație de 6,18497 ° în raport cu ecliptica.